# Azan (Mythologie)
Azan (altgriechisch Ἀζάν Azán), Sohn des Arkas und der Nymphe Erato, ist eine Gestalt der griechischen Mythologie.
Er erhielt den dritten Teil von Arkadien, benannte ihn nach sich Azania und wurde Stammvater der Azanen. Sein Sohn Kleitor gründete später die Hauptstadt des Landstriches.
Azan war mit Hippolyte, der Tochter des Königs Dexamenos von Olenos vermählt. Bei der Hochzeit wurde der eifersüchtige Eurytion zudringlich; zum Glück für den Bräutigam war Herakles als Gast anwesend und erschlug den Kentauren.
Nach Azans Ableben wurden ihm – erstmals – Leichenspiele ausgerichtet. Bei einem dortigen Wagenrennen fand Apis den Tod.